# レクスト関西
株式会社 レクスト関西（レクストかんさい・旧社名新大阪互助会 2018.7.１社名変更）は、大阪府大阪市浪速区に本社を置く、冠婚葬祭互助会事業を主とした日本の企業。

## 概要
レクスト（本社・愛知県名古屋市中区）のグループ企業である。大阪府、兵庫県で結婚式場と葬儀式場の運営及び互助会募集を行っている。ブライダル事業は、直営の結婚式場「ザシーズンズランドマーク神戸北野」（ザシーズンズランドマークコウベキタノ）、大阪でのレストランウエディングプロデュース「RESTAURANT WEDDING OSAKA」、ムービーウエディング事業「＆ THE MOVIE」（アンドザムービー）を展開。葬儀式場は「大阪祭典グループ」（おおさかさいてんグループ）で大阪府下20店舗「ファミリーホール」の名称で運営している。

## 事業所
本社
- 大阪府大阪市浪速区戎本町1-7-23

## 主な施設

### ザシーズンズランドマーク神戸北野
結婚式場ゲストハウス。
- 所在地：兵庫県神戸市中央区北野町3-1-33

### RESTAURANT WEDDING OSAKA（プロデュース事業）
レストラン＆ウエディング会場
響　中之島フェスティバルプラザ店
燦　大阪店
燦　OBPツインタワー店
- 大阪府大阪市北区中之島3-2中之島フェスティバルタワー・ウエスト２F
- 大阪府大阪市北区西天満4-15-10あいおいニッセイ同和損保フェニックスタワー27F
- 大阪府大阪市中央区城見2-1-61ツイン21MIDタワー38F

### 大阪祭典グループ
葬儀式場を大阪府下一円に展開。
南大阪ファミリーホール
- 大阪府大阪市浪速区戎本町2-10-11

北大阪ファミリーホール
- 大阪府大阪市淀川区西中島2-11-26

玉出ファミリーホール
- 大阪府大阪市西成区南津守6-4-3

港ファミリーホール
- 大阪府大阪市港区福崎1-1-62

大正ファミリーホール
- 大阪府大阪市大正区小林東3-16-12

平野ファミリーホール
- 大阪府大阪市平野区平野馬場2-3-5

瓜破ファミリーホール
- 大阪府大阪市平野区瓜破東6-3-6

生野ファミリーホール
- 大阪市生野区巽西1-4-15

鶴見ファミリーホール
- 大阪府大阪市鶴見区諸口5丁目浜14-19

吹田ファミリーホール
- 大阪府大阪市東淀川区下新庄6-17-11

東大阪ファミリーホール
- 大阪府東大阪市横枕西1-3

堺ファミリーホール
- 大阪府堺市中区深井清水町3776

我孫子ファミリーホール
- 大阪府大阪市住吉区

住之江ファミリーホール
- 大阪府大阪市住之江区

千里丘ファミリーホール
- 大阪府摂津市千里丘

豊中ファミリーホール
- 大阪府豊中市熊野町

羽曳野ファミリーホール
- 大阪府羽曳野市野々上

松原ファミリーホール
- 大阪府松原市高見の里

井高野ファミリーホール（提携式場）
- 大阪市東淀川区北江口

## CM出演者
- 大平サブロー（大阪祭典グループ）